# Una corte de rosas y espinas
Una corte de rosas y espinas, también llamada a veces ACOTAR por las siglas de su título en inglés (A Court of Thorns and Roses) es una saga de alta fantasía dirigida a un público joven escrita por la estadounidense Sarah J. Maas. La protagonista es Feyre Archeron, una humana que se verá arrastrada a  Prythian, tierra de faes y magia.
Actualmente cuenta con una trilogía principal, un libro puente y una continuación en la que cambia de protagonista. Ha estado en la lista de Bestsellers del New York Times, nominada a los premios Goodreads en la categoría Mejor libro de fantasía joven adulto y ciencia ficción, mejor libro de fantasía y Mejor de lo mejor.

## Sinopsis
Feyre y su familia están pasando por una situación desesperada: no tienen dinero ni comida, por lo que Feyre se ve obligada a adentrarse en el bosque buscando alguna presa. Los problemas comienzan cuando, después de matar un lobo monstruosamente grande, aparece un fae en su puerta buscando venganza. Este ser, que resulta ser el alto fae regente de la Corte Primavera, la arrastra a Prythian, donde conocerá un nuevo mundo, y se verá envuelta en una aventura que la hará tomar duras decisiones si quiere salvar el mundo y la gente a la que ama.

## Libros
La saga la publicó originalmente Bloomsbury, a España la ha traído Crossbooks, sello de la editorial Planeta. 

### Una corte de rosas y espinas
Se publicó por primera vez en 2015, a España llegó en 2016 y su edición consta de 456 páginas.
Es el primer libro de la saga, la historia sigue a Feyre en su primer contacto con los inmortales. Todo comienza cuando una noche de caza, dispara a un enorme lobo que resulta ser un fae. El tratado que se firmó hace años entre faes y humanos afirma que si un humano mata a un inmortal, tendrá que asumir las consecuencias, en este caso será verse arrastrada a Prythian, más concretamente a la Corte Primavera. Aquí descubrirá que no todo es lo que parece, pues los habitantes de esta corte están bajo una maldición a la que Feyre tendrá que hacer frente si no quiere perder a sus amigos, y que el tratado que protege a los humanos se rompa.

### Una corte de niebla y furia
Se publicó por primera vez en 2016, a España llegó en 2017 y su edición consta de 592 páginas.
Es la segunda parte de la historia. Después de sobrevivir a las crueles pruebas de Amarantha, Feyre está a salvo con Tamlin en la Corte Primavera, pero después de pasar por esto, ya ninguno de los dos son los que eran. Ahora la protagonista tiene poderes de Alta Fae, sin embargo su corazón sigue siendo humano, y le cuesta olvidar y perdonarlse a sí misma lo que ha tenido que hacer para salvar a la Corte Primavera. A esto hay que sumarle el problema que tiene Feyre, respecto al trato que hizo con Rhysad en Bajo la Montaña, ya que no sabe cuándo aparecerá para cumplir el trato.

### Una corte de alas y ruina
Se publicó por primera vez en 2017, a España llegó en 2017 y su edición consta de 672 páginas.
Es el tercer libro de la saga, y se puede decir que pone punto final a la trilogía centrada en Feyre. La protagonista está de vuelta en la Corte Primavera, dispuesta a descubrir los planes de Tamlin y los planes del rey, para hacerlo tendrá que tener cuidado de no dar un paso en falso, pues eso podría condenarla a ella, a su familia y a sus amigos. La guerra se aproxima, y Feyre tendrá que elegir muy bien en quién confiar y qué hacer. 

### Una corte de hielo y estrellas
Se publicó por primera vez en 2018, a España llegó en 2019 y su edición consta de 272 páginas.
Se trata de un "libro puente", en el que seguimos a Feyre y Rhysand junto a su círculo íntimo después del final de la guerra. Se encuentran recontruyendo la Corte Noche, pero el Solsticio de Invierno llega, y con las circunstancias que les rodean, la atmósfera festiva no puede contrarrestar las sombras de los acontecimientos que acaban de pasar. Feyre se da cuenta de que sus allegados guardan hondas heridas del pasado que ella no conocía, y esto tendrá un gran impacto en el futuro de su Corte.

### Una corte de llamas plateadas
Se publicó por primera vez en 2021, a España llegó el mismo año y su edición consta de 688 páginas.
Es el cuarto libro de la saga, aunque en este la protagonista será Nesta Archeron, la hermana mayor de Feyre. Desde que fue forzada a convertirse en alta fae, Nesta se encuentra desubicada en Prythian, su fuerte carácter no le pone las cosas fáciles. Cassian es el encargado de entrenar a Nesta además de intentar controlar su carácter, juntos tendrán que superar sus complicados pasados, pues sin hacerlo no podrán hacer frente a la amenaza que se ciñe sobre su mundo; las reinas humanas han formado una peligrosa alianza.

## Universo
Prythian es uno de los reinos de los inmortales, está al norte de la tierra de los humanos, al principio los inmortales usaban a los humanos como esclavos, pero esto terminó produciendo una guerra en la que se firmó un tratado que lo prohibía, por lo que ambas tierras se separaron por un gran muro. Esta tierra se divide en siete cortes, que están gobernadas por un alto lord; un fae muy poderoso. Las siete cortes se dividen en dos tipos:
Cortes estacionales
- Corte primavera, regentada por Tamlin
- Corte otoño, regentada por Beron
- Corte invierno, regentada por Kallias
- Corte verano, regentada por Tarquin

Cortes solares
- Corte amanecer, regentada por Thesan
- Corte día, regentada por Helion
- Corte noche, regentada por Rhysand

## Premios y nominaciones
| Año  | Premio            | Categoría                                              | Libro                          | Resultado |
| ---- | ----------------- | ------------------------------------------------------ | ------------------------------ | --------- |
| 2015 | Premios Goodreads | Mejor libro de fantasía joven adulto y ciencia ficción | Una corte de rosas y espinas   | Nominado  |
| 2016 | Premios Goodreads | Mejor libro de fantasía joven adulto y ciencia ficción | Una corte de niebla y furia    | Ganador   |
| 2017 | Premios Goodreads | Mejor libro de fantasía joven adulto y ciencia ficción | Una corte de alas y ruina      | Ganador   |
| 2018 | Premios Goodreads | Mejor libro de fantasía joven adulto y ciencia ficción | Una corte de hielo y estrellas | Nominado  |
| 2018 | Premios Goodreads | Mejor de lo mejor                                      | Una corte de niebla y furia    | Nominado  |
| 2018 | Premios Goodreads | Mejor de lo mejor                                      | Una corte de alas y ruina      | Nominado  |
| 2021 | Premios Goodreads | Mejor libro de fantasía                                | Una corte de llamas plateadas  | Nominado  |